# Compsocerus proximus
Compsocerus proximus är en skalbaggsart som beskrevs av Dilma Solange Napp 1977. Compsocerus proximus ingår i släktet Compsocerus och familjen långhorningar. Inga underarter finns listade i Catalogue of Life.